# Viktor Richter
Viktor Richter (* 1958) ist ein deutscher Diplomat. Er war deutscher Botschafter in Eritrea und Armenien.

## Leben
Nach dem Abitur begann Richter ein Studium der Fächer Politikwissenschaften und Internationale Beziehungen und schloss dieses Studium 1985 ab. Im Anschluss trat er in den Auswärtigen Dienst der DDR und fand zunächst Verwendung in der Sektion Zentralafrika im Ministerium für Auswärtige Angelegenheiten der DDR, ehe er zwischen 1988 und 1990 Attaché für Presse, Kultur und Konsularangelegenheiten an der Botschaft der DDR in der Volksrepublik Kongo.
Nach der deutschen Wiedervereinigung schied er aus dem diplomatischen Dienst und war zwischen 1991 und 1992 in der Privatwirtschaft bei dem französischen Unternehmen Bret S.A. in Verneuil-sur-Avre beschäftigt.
1993 trat er in den auswärtigen Dienst der Bundesrepublik Deutschland und fand zuerst Verwendung als Referent für Kulturbeziehungen mit Asien im Auswärtigen Amt in Bonn, ehe er zwischen 1995 und 1998 Referent für Presse, Kultur, Recht und Konsularangelegenheiten an der Botschaft in Malaysia tätig war. Im Anschluss war er Erster Sekretär der Politischen Abteilung an der Botschaft in Russland und danach von 2002 bis 2004 Referent für den Südkaukasus in der Politischen Abteilung des Auswärtigen Amtes in Berlin.
Im Anschluss kehrte Richter 2004 an die Botschaft in Russland zurück und war dort stellvertretender Leiter des Wirtschaftsdienst sowie daraufhin zwischen 2005 und 2007 politischer Berater des EU-Sonderbeauftragten in Zentralasien sowie Leiter von dessen Regionalbüro in Almaty. 2007 wurde er Leiter der Arbeitseinheit für Beziehungen der Europäischen Union (EU) mit der Gemeinschaft Unabhängiger Staaten (GUS) im Auswärtigen Amt und war danach von 2009 bis 2012 erneut an der Botschaft in Russland tätig, und zwar diesmal als Leiter des Pressereferates.
Im Juli 2012 wurde Viktor Richter Nachfolger von Klaus Peter Schick als Botschafter der Bundesrepublik Deutschland in Eritrea. Diese Funktion bekleidete er bis Juli 2014 und wurde dann von Andreas Zimmer abgelöst, der zuvor Leiter der Besoldungsstelle des Auswärtigen Amtes war.
Richter wiederum wurde im Juli 2014 Leiter des Generalkonsulat in Nowosibirsk. Sein Nachfolger auf dem Posten wurde im Dezember 2018 Peter-Christof Blomeyer. Richter wechselte als Leiter der politischen Abteilung an die Botschaft in Moskau. Im Zusammenhang mit den diplomatischen Streitigkeiten zwischen EU und Russland um Alexej Nawalny war Richter einer der drei Diplomaten, die Anfang Februar 2021 von Russland ausgewiesen wurden.
Von 2021 bis 2024 war Richter Botschafter in Armenien. Anschließend trat er in den Ruhestand.